# Phyllocnistis xenia
Phyllocnistis xenia là một loài bướm đêm thuộc họ Gracillariidae. Nó được tìm thấy từ Đảo Anh đến Bulgaria và từ Ba Lan đến bán đảo Iberia và Ý.

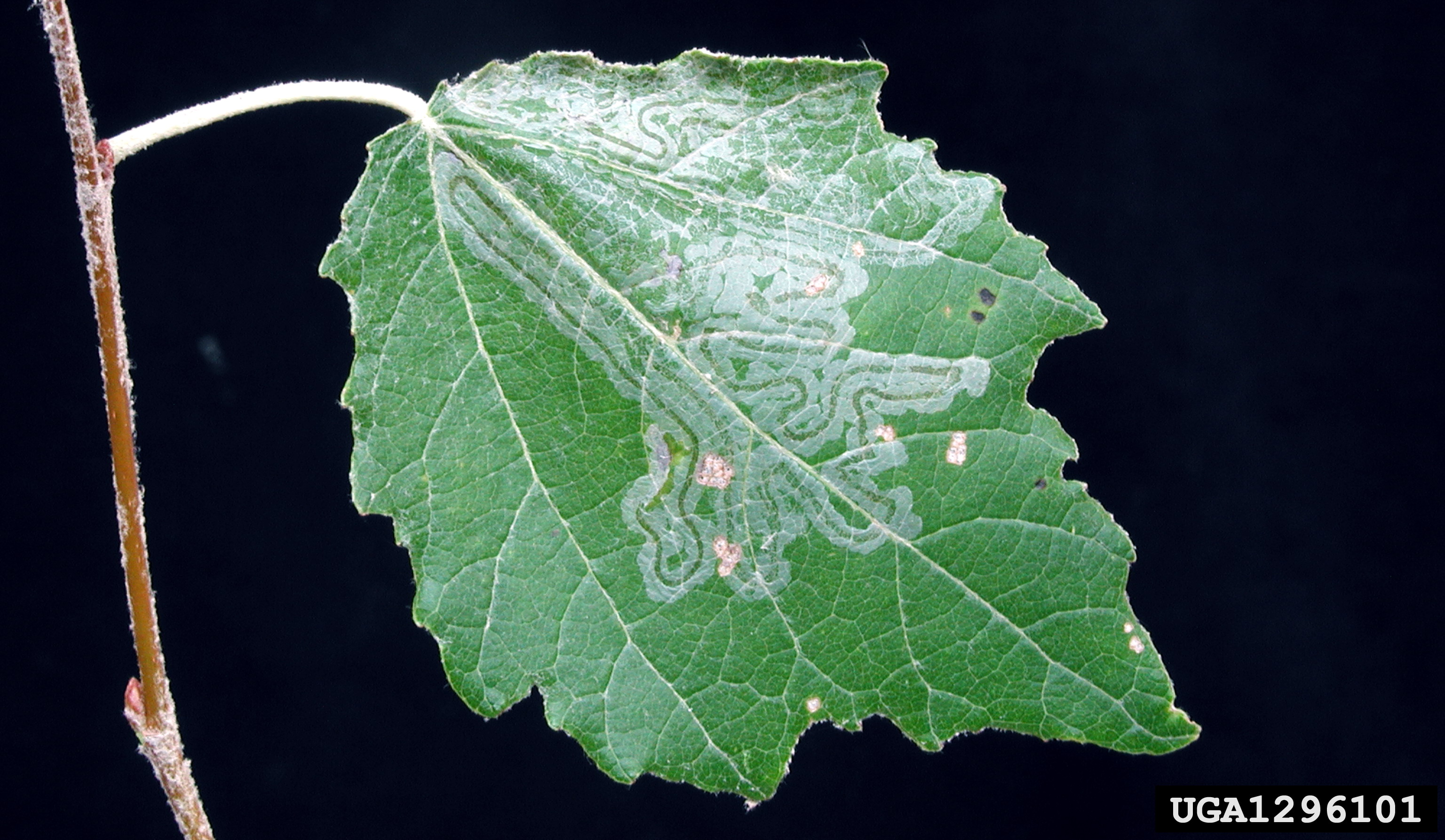
Damage

Sải cánh dài 6–7 mm. Có hai lức trưởng thành trong năm vào thành 7-8 và tháng 9 đến tháng 5.
Ấu trùng ăn Populus alba, Populus canescens và Populus tremula. Chúng ăn lá nơi chúng làm tổ.